# Cephalobus persegnis
Cephalobus persegnis är en rundmaskart. Cephalobus persegnis ingår i släktet Cephalobus och familjen Cephalobidae. Arten är reproducerande i Sverige. Inga underarter finns listade i Catalogue of Life.